# قرصعنة
القِرْصَعْنَةُ أو الشِّنْداب أو شُوَيْكَةُ إِبْرَاهِيمَ أو شقاقيل، فتجيع، لحية المعز جنس نباتي عشبي يتبع الفصيلة الخيمية. يضم هذا الجنس حوالي مائتين وثلاثين نوعًا حوليًا ومعمراً. يستعمل بعضها كتوابل.

## الوصف النباتي
ذكـرهـا داود الأنطاكي فـي تذكرتـه باسم «قُرْصَعَنَّة» وبـ«شجـرة أيوب» وقـال: وهـو بقل معروف يختلف ببياض الورق وخضرته، وبياض الشوك وزرقتـه، وكلـه يبسط ورقًا على الأرض؛ ثـم منه ما يفرع فروعاً مبسوطة عقدة، ومنه ما له سوق خشنـة وملس ويختلـف طولاً وقصراً مـن شبـر إلـى ذراع، ومنـه نـوع لا يزيـد شوكـه عن ستـة يسمى المسدس.
وصفهـا داود الأنطاكـي بأنها تنفع من السموم القاتلة والـربو والـسعال والـريـاح الغليظـة، والأورام مطلقاً، والمغص وأوجـاع الجنبين والشـراسيف وأمـراض الكبد والبلغم اللزج. وفـي الـغداء تستعمـل أوراق القرصعنة غير الشائكة لصنع سلطـة مـع زيت الزيتون.

## من أنواعهاالواطنةفي الوطن العربي
- القِرصَعنة البحرية (باللاتينية: Eryngium maritimum) في بلاد الشام
- القِرصَعنة البورغاتية (باللاتينية: Eryngium bourgatii) في تركيا وبلاد الشام والمغرب العربي وفرنسا وإسبانيا
- القِرصَعنة البيثينية (باللاتينية: Eryngium bithynicum) في بلاد الشام وتركيا
- قرصعنة بيلارديير (باللاتينية: Eryngium billardierei) في بلاد الشام وتركيا والقوقاز
- القِرصَعنة ثلاثية الشرفات (باللاتينية: Eryngium tricuspidatum) في بلاد الشام والمغرب العربي وإسبانيا
- القِرصَعنة ثنائية التفرع (باللاتينية: Eryngium dichotomum) في بلاد الشام والمغرب العربي وإيطاليا
- القِرصَعنة الجمشتية (باللاتينية: Eryngium amethystinum) في بلاد الشام والمغرب العربي وتركيا والبلقان
- القِرصَعنة الحقلية (باللاتينية: Eryngium campestre) في بلاد الشام
- القِرصَعنة الرفيعة (باللاتينية: Eryngium tenue) في المغرب العربي وإسبانيا والبرتغال
- القِرصَعنة الصحراوية (باللاتينية: Eryngium desertorum) في بلاد الشام
- القِرصَعنة الصغيرة (باللاتينية: Eryngium pusillum) أو القِرصَعنة البرميلية (باللاتينية: Eryngium barrelieri) في بلاد الشام والمغرب العربي وإيطاليا
- القِرصَعنة الكريتية (باللاتينية: Eryngium creticum) في بلاد الشام
- القِرصَعنة مبقعة الأوراق (باللاتينية: Eryngium ilicifolium) في المغرب العربي وإسبانيا
- القِرصَعنة المتجمعة (باللاتينية: Eryngium glomeratum) في بلاد الشام
- القِرصَعنة المتوسعة (باللاتينية: Eryngium dilatatum) في المغرب العربي وأيبيريا
- القِرصَعنة المراكشية (باللاتينية: Eryngium maroccanum) في المغرب العربي
- القِرصَعنة المنجلية (باللاتينية: Eryngium falcatum) في بلاد الشام
- القِرصَعنة الهرمية (باللاتينية: Eryngium pyramidale) في بلاد الشام وتركيا

## من أنواعها غير الموجودة في الوطن العربي
- القِرصَعنة الألبية (باللاتينية: Eryngium alpinum)
- القِرصَعنة الزرقاء (باللاتينية: Eryngium caeruleum) في تركيا والقوقاز
- القِرصَعنة الشبكية (باللاتينية: Eryngium articulatum)
- القِرصَعنة الصربية (باللاتينية: Eryngium serbicum)
- القِرصَعنة العملاقة (باللاتينية: Eryngium giganteum)
- قرصعنة كريهة الرائحة (باللاتينية: Eryngium foetidum)
- قرصعنة ماتياس (باللاتينية: Eryngium mathiasiae)
- القِرصَعنة المتفرعة (باللاتينية: Eryngium racemosum) في الولايات المتحدة
- القِرصَعنة المنتشرة (باللاتينية: Eryngium prostratum) في الولايات المتحدة